# Annette Gordon-Reed

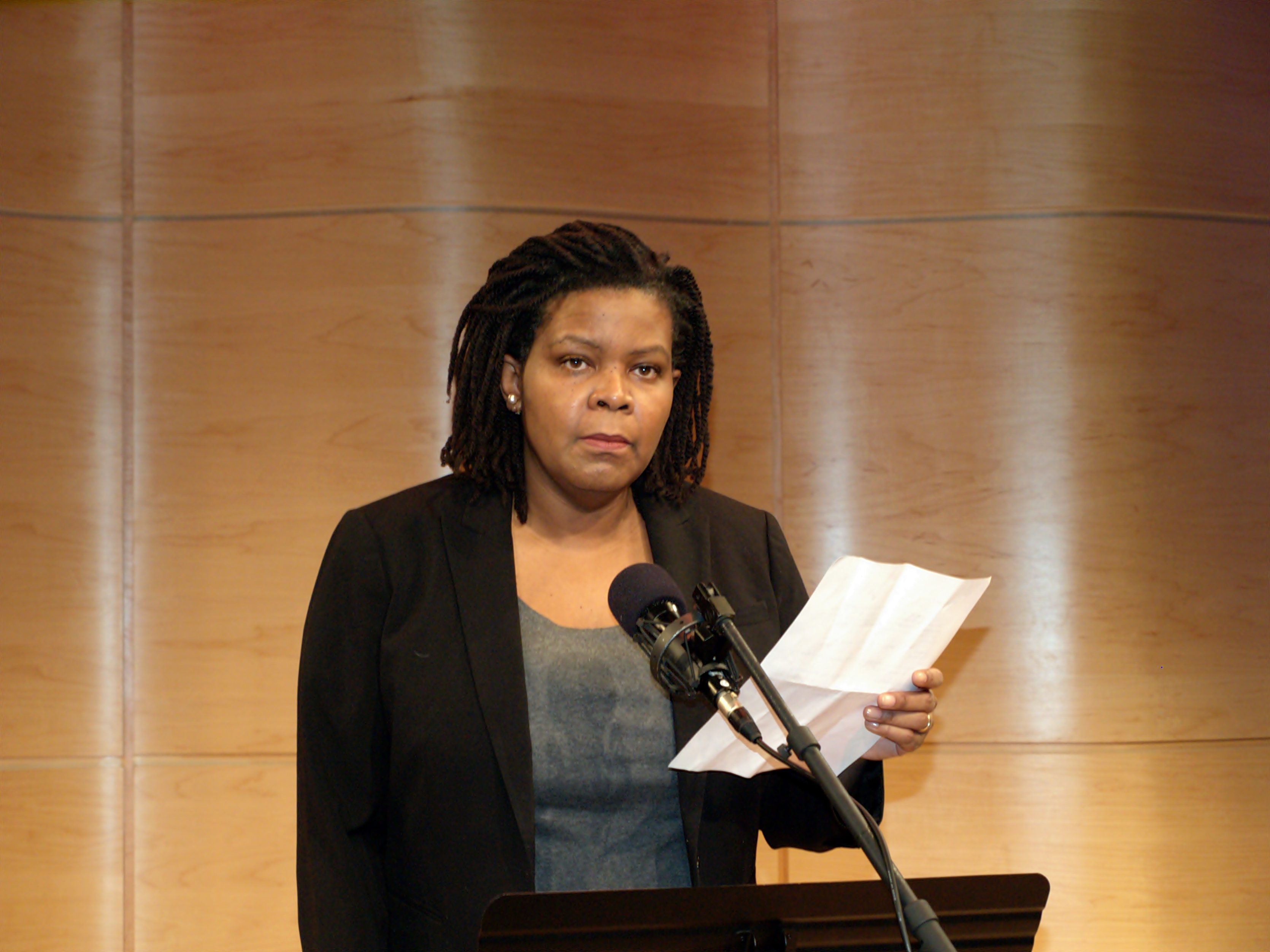
Annette Gordon Reed (2011)

Annette Gordon-Reed (geborene Annette Gordon; * 19. November 1958 in Livingston, Texas) ist eine US-amerikanische Historikerin und Rechtswissenschaftlerin. Bekanntheit erlangte sie durch ihre diversen Studien über Thomas Jefferson und seine Beziehung zu Sally Hemings und deren Kindern. Sie war die erste Afroamerikanerin, die den renommierten Pulitzer-Preis für Geschichte erhielt.

## Leben
Annette Gordon-Reed wurde am 19. November 1958 in Livingston, Texas als Tochter von Alfred Gordon und dessen Frau Bettye Jean geboren. Bereits als Schülerin der Grundschule begann sie sich für Thomas Jefferson zu interessieren. 1981 schloss sie ihr Studium am Dartmouth College ab und 1984 absolvierte sie die Harvard Law School, wo sie Mitglied des Harvard-Law-Review-Teams war.
Gordon-Reed begann ihre berufliche Laufbahn als Anwältin der Kanzlei Cahill Gordon & Reindel sowie als Rechtsberaterin des New York City Board of Corrections. Von 1992 bis 2010 war sie Wallace Stevens Professor of Law an der New York Law School und von 2007 bis 2010 Board of Governors Professor of History an der Rutgers University in Newark. Seit 2010 ist Gordon-Reed Professorin für Rechtswissenschaften und Geschichte in Harvard, wo sie die Carol K. Pforzheimer Professur am Radcliffe Institute for Advanced Study innehat. Sie ist in den gesamten Vereinigten Staaten als Rednerin und Moderatorin zahlreicher Tagungen zu historischen und rechtswissenschaftlichen Themen tätig.
2009 erhielt sie den Pulitzer-Preis für Geschichte sowie 15 weitere Auszeichnungen für ihr Werk The Hemingses of Monticello: An American Family. Im selben Jahr wurde sie mit der National Humanities Medal ausgezeichnet und im Jahr darauf zum MacArthur Fellow ernannt.
Annette Gordon-Reed ist verheiratet mit Robert Reed, einem Zivilrichter in der Bronx, den sie während ihrer Studienzeit in Harvard kennengelernt hatte. Das Ehepaar lebt heute mit seinen beiden Kindern Gordon und Susan in der Upper West Side von New York.

## Arbeiten zu Thomas Jefferson und Sally Hemings
Gordon-Reeds erstes Buch aus dem Jahre 1997 Thomas Jefferson and Sally Hemings: An American Controversy rief großes Interesse in Fachkreisen hervor, da es die langwährende historische Streitfrage untersuchte, ob Thomas Jefferson eine sexuelle Beziehung mit seiner Sklavin Sally Hemings gehabt hatte und ihm die Vaterschaft ihrer Kinder zuzuschreiben sei.

### Historischer Status quo der Jefferson/Hemings-Beziehung
Die meisten Fachhistoriker hatten die diesbezüglichen Dementi der Nachkommen und deren Behauptung akzeptiert, dass Jeffersons Neffe Peter Carr der Vater von Hemings Kindern gewesen sei. Diese Darstellung war von Jeffersons Biograph James Parton und den nachfolgenden Historikern für mehr als hundert Jahre übernommen worden.
Als einige Historiker im ausgehenden 20. Jahrhundert erneut zu Jefferson forschten, reagierten dessen Verteidiger so, als ob Zuschreibungen seiner Vaterschaft eine Beschädigung seiner historischen Reputation intendieren würden, ungeachtet der bis dahin schon weitverbreiteten Anerkenntnis von rassenübergreifenden Beziehungen zu Jeffersons Zeit. Der Präsident war als einer der Gründungsväter der Vereinigten Staaten eine Ikone. Mitte der 1970er Jahre schrieb Fawn McKay Brodie die erste Biografie über Jefferson, die ernsthaft Anhaltspunkte für eine Verbindung zu Sally Hemings untersuchte. Sie hielt eine Beziehung zwischen Hemings und Jefferson für wahrscheinlich.

### Analyse durch Gordon-Reed
Gordon-Reed „zog ihre juristische Schulung heran, um sie auf den Wortlaut und eine sinnvolle Interpretation der spärlichen Quellenlage anzuwenden“, und sie analysierte darüber hinaus die Geschichtsschreibung.
Gordon-Reed identifizierte eine Reihe unüberprüfter Annahmen, welche die Untersuchungen zu Jefferson von vielen Historikern geleitet hatten. Diese Annahmen waren, dass Weiße die Wahrheit sagen, Schwarze hingegen lügen, und dass ebenso Sklavenhalter die Wahrheit sagen, wohingegen Sklaven lügen. Gordon-Reed unterzog die Darstellungen von Begebenheiten, welche von ehemaligen Monticello-Sklaven vorliegen, wie etwa derjenigen von Madison Hemings, der behauptete, dass Jefferson sein Vater sei, und derjenigen von Isaak Jefferson, der die Vaterschaft Thomas Jeffersons für die Hemings-Kinder bestätigte, einer Überprüfung mit überlieferten historischen Zeugnissen, zu welchen diese keinen Zugang gehabt haben konnten. Zugleich überprüfte sie die mündlichen Überlieferungen der Hemings-Nachkommen mit Primärquellen, wie etwa Jeffersons Schriftstücken und landwirtschaftlichen Aufzeichnungen. Sie wies von den Historikern begangene Fehler nach und bemerkte Sachverhalte, welche von den weißen Nachfahren Jeffersons und den Historikern übersehen worden waren und welche deren Behauptungen widersprachen, dass Jeffersons Neffe Carr die Kinder gezeugt habe. Wie es vom Historiker Winthrop Jordan bemerkt und von Brodie publiziert worden war, zeigen die Aufzeichnungen von Dumas Malone, dass Jefferson jedes Mal, wenn Hemings schwanger wurde, in Monticello war, sie aber niemals schwanger wurde, wenn er nicht dort war. Gordon-Reed bemerkte, dass alle Kinder von Sally Hemings freigelassen wurden, wie es Jefferson gemäß Madisons Bericht versprochen habe. Ihre Analyse führte sie zu der Schlussfolgerung, dass Jefferson und Hemings eine intime sexuelle Beziehung hatten, obschon sie nicht versuchte, diese näher zu charakterisieren.

## Ehrungen und Auszeichnungen (Auswahl)
Gordon-Reed war die erste Afroamerikanerin, die den Pulitzer-Preis für Geschichte erhielt; sie bekam ihn im Jahre 2008 für ihre Arbeit über die Familie Hemings. Für dieses Buch erhielt sie 15 weitere Auszeichnungen.

Der Literaturkritiker Christopher Hitchens bezeichnete im Online-Magazin Slate ihre Analyse als „brillant“.
2008
- National Book Award for Nonfiction[10]
- Society for Historians of the Early American Republic Book Award

2009
- Pulitzer Prize in History
- George Washington Book Prize,[11]
- Anisfield-Wolf Book Award,[12]
- New Jersey Council of the Humanities Book Award,[13]
- Frederick Douglass Prize,[14]
- Owsley Award from the Southern Historical Association,[15]
- Library of Virginia Literary Award[6][15]

2010
- Am 25. Februar 2010 zeichnete Präsident Barack Obama Annette Gordon-Reed mit der National Humanities Medal aus.[16]

2011
- 2011 wurde sie in die American Academy of Arts and Sciences gewählt.

2019
- 2019 wurde Gordon-Reed in die American Philosophical Society gewählt.

2021
- 2021 wurde Gordon-Reed als ausländisches Mitglied in die British Academy gewählt.

## Schriften (Auswahl)
- 1997 – Thomas Jefferson and Sally Hemings: An American Controversy (reprint with new foreword discussing DNA evidence, 1998) (University of Virginia Press)
- 2001 – Vernon Can Read!: A Memoir with Vernon Eulion Jordan (PublicAffairs)
- 2002 – Race on Trial: Law and Justice in American History (Oxford University Press)
- 2008 – The Hemingses of Monticello: An American Family (W. W. Norton & Company)
- 2011 – Andrew Johnson: The American Presidents Series – The 17th President, 1865–1869 (Times Books/Henry Holt)
- 2021 – On Juneteenth. Liveright, New York 2021, ISBN 978-1-63149-883-1.